# Equal Suffrage League of Virginia

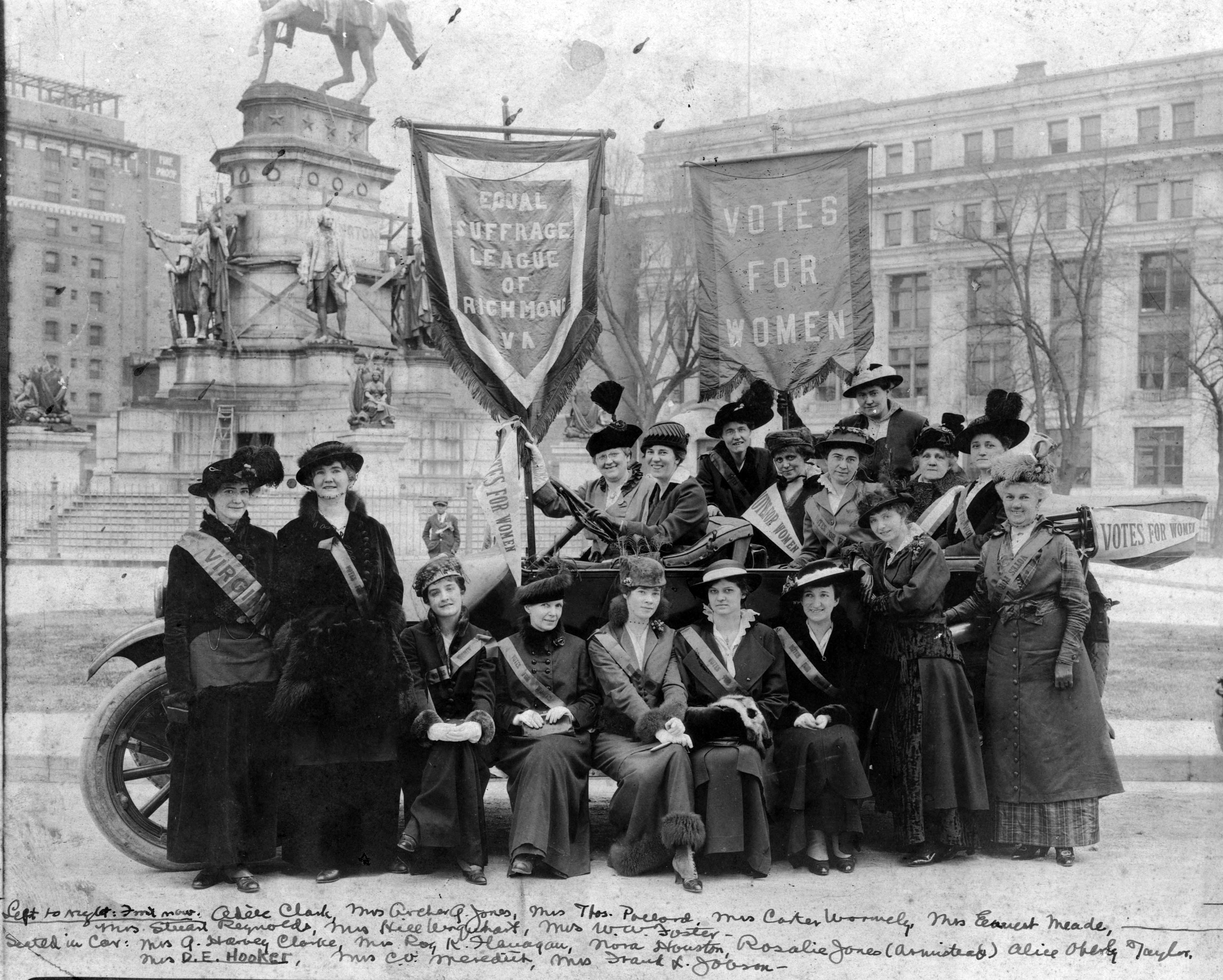
Equal Suffrage League of Richmond, Va., February 1915

Equal Suffrage League of Virginia var en organisation för kvinnors lika rättigheter i delstaten Virginia i USA, aktiv mellan 1909 och 1920. 
Det var delstatens lokalförening för den nationella rösträttsföreningen National American Woman Suffrage Association (NAWSA).

## Ordförande
- Lila Meade Valentine, 1909-1920